# Episodi di Californication (prima stagione)
La prima stagione di Californication è andata in onda sul canale statunitense Showtime dal 13 agosto al 29 ottobre 2007. In Italia è stata trasmessa in anteprima su Jimmy dal 6 marzo al 22 maggio 2008 e successivamente in chiaro su Italia 1, dall'8 settembre al 1º dicembre 2008.
| nº | Titolo originale                     | Titolo italiano                | Prima TV USA      | Prima TV Italia |
| -- | ------------------------------------ | ------------------------------ | ----------------- | --------------- |
| 1  | Pilot                                | Sesso e letteratura            | 13 agosto 2007    | 6 marzo 2008    |
| 2  | Hell-A Woman                         | Invito a cena con diletto      | 20 agosto 2007    | 13 marzo 2008   |
| 3  | The Whore of Babylon                 | Quadri giusti e cani sbagliati | 27 agosto 2007    | 20 marzo 2008   |
| 4  | Fear and Loathing at The Fundraiser  | Serata per amanti              | 3 settembre 2007  | 27 marzo 2008   |
| 5  | LOL                                  | Cosa può fare la lingua!       | 10 settembre 2007 | 3 aprile 2008   |
| 6  | Absinthe Makes the Heart Grow Fonder | L'assenzio scalda il cuore     | 17 settembre 2007 | 10 aprile 2008  |
| 7  | Girls, Interrupted                   | Ragazze, pausa                 | 24 settembre 2007 | 17 aprile 2008  |
| 8  | California Son                       | Figlio della California        | 1º ottobre 2007   | 24 aprile 2008  |
| 9  | Filthy Lucre!                        | Lurido lucro!                  | 8 ottobre 2007    | 1º maggio 2008  |
| 10 | The Devil's Threesome                | Triangolo diabolico            | 15 ottobre 2007   | 8 maggio 2008   |
| 11 | Turn The Page                        | Cambia pagina                  | 22 ottobre 2007   | 15 maggio 2008  |
| 12 | The Last Waltz                       | L'ultimo valzer                | 29 ottobre 2007   | 22 maggio 2008  |

## Sesso e letteratura
- Titolo originale: Pilot
- Diretto da: Stephen Hopkins
- Scritto da: Tom Kapinos

### Trama
Il protagonista, Hank Moody, in una chiesa, chiede a Dio di aiutarlo a rimettersi in carreggiata, ma l'aiuto che arriva è quello di un'attraente suora che si offre di fargli una fellatio. Ovviamente si tratta solo di un bizzarro sogno religioso-sessuale e Hank si sveglia accanto ad una bella donna, che però non è sua moglie, anzi, il ritorno del legittimo marito lo costringe ad una precipitosa fuga. Va a prendere la figlia adolescente Becca a casa della ex compagna Karen, ma quando la porta a casa sua, lei si imbatte in una donna nel suo letto, la moglie del regista che ha realizzato l'orribile trasposizione di un suo romanzo. Hank fa l'amore pure con una donna abbordata in un bar, ma soprattutto con una ragazza incontrata in libreria che nel finale scopre, con orrore, essere Mia, la figlia sedicenne del nuovo compagno, e fidanzato, di Karen.

## Invito a cena con diletto
- Titolo originale: Hell-A Woman
- Diretto da: Scott Winant
- Scritto da: Tom Kapinos

### Trama
Hank accetta di partecipare ad una cena fra amici a casa di Karen e del suo fidanzato Bill, che non può che rivelarsi molto turbolenta: Hank finisce per fumare marijuana e copulare con Sonja, adepta di Scientology, nella camera da letto di Karen e Bill; per gli effetti del "fumo", vomita su un prezioso quadro d'arte contemporanea. Dopo essersi infine deciso a scrivere un blog per Hell-A Magazine, scopre che il suo datore di lavoro è proprio Bill.
- Altri interpreti: Brooke Banner, interpreta se stessa

## Quadri giusti e cani sbagliati
- Titolo originale: The Whore of Babylon
- Diretto da: Scott Winant
- Scritto da: Tom Kapinos

### Trama
Durante una seduta di autografi in una libreria, Hank è aggredito da Todd Carr, regista della commedia romantica "A Crazy Little Thing Called Love", tratta dal suo romanzo God Hates Us All. Finito in prigione, è Bill ad andare a prenderlo. Hank rincontra la rossa Meredith, con cui aveva avuto un breve, sfortunato appuntamento al buio, e inizia in modo bizzarro una relazione con lei (entra di nascosto nella casa dell'uomo sposato che lei frequenta infelicemente, rubando un cane e un quadro!). Intanto l'agente e amico di Hank, Charlie, scopre che la sua assistente Dani, per quanto incompetente, ha altre interessanti qualità.

## Serata per amanti
- Titolo originale: Fear and Loathing at The Fundraiser
- Diretto da: Michael Lembeck
- Scritto da: Daisy Gardner

### Trama
Hank viene costretto da Meredith a partecipare ad una serata per una raccolta fondi ambientalista, alla quale partecipano anche Bill e Karen. Charlie e la sua assistente Dani iniziano un rapporto padrone-serva alla Secretary, ma Hank li scopre proprio sul più bello.

## Cosa può fare la lingua!
- Titolo originale: LOL
- Diretto da: Bart Freundlich
- Scritto da: Susan McMartin

### Trama
Hank si ritrova a tenere una lezione nella classe di scrittura creativa di Mia e scopre che il suo professore è fin troppo interessato alle opportunità offerte da tante giovani allieve. Fra l'altro, Mia ottiene giudizi positivi grazie ai racconti non pubblicati che ha rubato a Hank.
Il modo in cui Hank, in un'intervista alla radio, esprime il proprio disprezzo per quello che fa per vivere (il blog) e non solo, è uno dei motivi della fine della relazione con Meredith (anche se quello principale è che l'uomo sposato che lei frequentava è finalmente libero).
Becca si prende una cotta per il suo giovane insegnante di chitarra, ma la provocante Mia non si lascia scappare l'occasione e le spezza il cuore.
- Note: i 3 libri di Hank citati in radio, si chiamano "South of heaven", "Season in the abyss" e "God hates us all", sono 3 album degli Slayer, chiaro omaggio al gruppo di LA.

## L'assenzio scalda il cuore
- Titolo originale: Absinthe Makes the Heart Grow Fonder
- Diretto da: Ken Whittingham
- Scritto da: Tom Kapinos e Eric Weinberg

### Trama
La notte di alcol, sesso, musica e fumo trascorsa con una splendida ragazza incontrata al supermercato si rivela una fregatura per Hank, quando al risveglio scopre che la sua chitarra e la sua collezione di dischi sono sparite. Becca si esibisce per la prima volta in pubblico con la sua band; potrebbe essere una serata perfetta, se Hank non fosse costretto ad andarsene per "salvare" Mia dalle attenzioni del suo professore pervertito (ma si tratta solo di un falso allarme). Tornato da Karen, i suoi continui tentativi di riavvicinamento sono infine ricompensati da un bacio inaspettato, seguito però da un tuffo in piscina per raffreddare i bollori.
Altrettanto inaspettata è poi la visita della ragazza che gli aveva rubato in casa e che gli ha riportato tutto, pentita, e con la quale Hank è ben disponibile a ricominciare da dove si erano lasciati.
- Altri interpreti: Michelle Lombardo

## Ragazze, pausa
- Titolo originale: Girls, Interrupted
- Diretto da: Scott Winant
- Scritto da: Tom Kapinos

### Trama
La moglie di Charlie cerca di coinvolgerlo in un ménage à trois con la sua segretaria, per cercare di ritrovare l'intesa persa. Nel frattempo Hank trova a Karen un impiego come architetto in un'abitazione costruita da Ray Kappe, famoso architetto californiano. Mia finisce nei pasticci, stavolta davvero, a causa del suo professore, e spetterà a Hank e Karen andare a salvarla insieme, lasciando Rebecca da sola a casa.

## Figlio della California
- Titolo originale: California Son
- Diretto da: Scott Winant
- Scritto da: Tom Kapinos

### Trama
La notizia della morte dell'amato-odiato padre donnaiolo viene affrontata da Hank a modo suo con una notte di sesso e coca con una squillo (ma scopre in ritardo che lei è una professionista e finisce malmenato dal suo protettore). Mentre gli amici tentano di convincerlo a tornare a New York per il funerale, Hank ricorda l'ultima visita del padre a Los Angeles, quando già la sua vita professionale e familiare stava cominciando ad andare in pezzi. Alla fine elabora adeguatamente il lutto, grazie ad un'ultima lettera del padre che non aveva mai letto (in cui gli viene espressa stima per il suo lavoro, ma gli viene consigliato anche di non trascurare la famiglia) e ad una notte di sesso consolatorio con Karen.
Note: la scena di Hank con la prostituta è una citazione ad una scena presente nel libro "Il Giovane Holden" di J.D. Salinger

## Lurido lucro!
- Titolo originale: Filthy Lucre
- Diretto da: Scott Burns
- Scritto da: Ildy Modrovich

### Trama
Il viaggio a New York per il funerale del padre ha dato nuova energia ad Hank, che torna a Los Angeles con un nuovo romanzo breve scritto di getto in pochi giorni e con l'intenzione di ricominciare la relazione con Karen. Ma quest'ultima è ben decisa a sposarsi con Bill e gli fa capire che per lei è davvero finita rifiutando di leggere per prima la sua nuova opera, come da loro tradizione di coppia. A questa delusione si aggiunge la beffa di vedersi rapinare la nuova Porsche sulla quale c'era l'unica copia del manoscritto (o almeno così crede lui, perché Mia nel frattempo era riuscita a farne un'altra per sé). Intanto Charlie scopre che la moglie Marcy, dopo il fallito tentativo a tre con Dani, ha deciso di scoprire il suo lato lesbico.

## Triangolo diabolico
- Titolo originale: The Devil's Threesome
- Diretto da: John Dahl
- Scritto da: Tom Kapinos

### Trama
Dopo la rottura con Marcy, Charlie non solo va a vivere con Hank, ma ne sfrutta le doti di seduttore per andare a caccia di donne. Usciti insieme, finiscono per incrociare proprio Marcy e Karen, uscite insieme a loro volta. Ma, mentre Marcy è depressa e già pentita del suo "esperimento lesbico". Charlie è in vena di follie e costringe Hank a partecipare ad un rapporto a tre con una donna incontrata in palestra, con cui Hank aveva già avuto un'esperienza in passato.
Mia porta il "suo" manoscritto all'agenzia di Charlie per farlo giudicare. È Dani a leggerlo e capire che è abbastanza buono per rilanciare anche la propria carriera, bloccata dall'aver mandato in pezzi il matrimonio del proprio capo.

## Cambia pagina
- Titolo originale: Turn The Page
- Diretto da: Scott Burns
- Scritto da: Ildy Modrovich

### Trama
A casa di Karen fervono i preparativi per il matrimonio, con la prova del vestito. Hank va a farle visita e Becca coglie l'occasione per dire a sua madre di voler andare a vivere col padre, suscitando così la burrascosa reazione di Karen nei confronti di Hank (reo secondo lei di aver influenzato la decisione della loro figlia), che prova a discolparsi. Dani organizza un incontro per Mia insieme a una famosa editrice e Charlie, nel quale Hank irrompe bruscamente, che in modo molto pacato cerca di far notare a Mia la carognata che sta compiendo. Hank viene allontanato da Charlie che non si ferma ad ascoltarlo. Successivamente Hank e Mia parlano per strada, ma Mia non si convince a sputare il rospo, e rinfaccia ad Hank il loro recente rapporto sessuale. L'episodio si conclude con Karen che non riesce a dormire e si dirige a casa di Hank per guardare, prima Becca che dorme, poi Hank.

## L'ultimo valzer
- Titolo originale: The Last Waltz
- Diretto da: Scott Winant
- Scritto da: Tom Kapinos

### Trama
Hank sogna di essere al matrimonio di Bill e Karen, interrompe la cerimonia e si dichiara a Karen, ma lei scappa verso un precipizio, Hank la segue e cade in mare. Hank si sveglia e trova nel suo letto Karen, ma anche questo è un sogno fino a quando Becca non lo sveglia e gli dice che si devono preparare per il matrimonio. Una volta pronti Becca dice al padre che "le sono venute" e corrono in un supermercato a comprare degli assorbenti, ma una signora prende l'ultima confezione, Hank gliela ruba del cesto e la lancia a Becca, così nasce una rissa con il marito della signora. Quest'ultima però comprende la situazione e accompagna Becca in bagno, mentre Hank e il marito della donna fanno pace. Bill e Mia parlano del "suo" libro e il padre è fermamente convinto a non farlo pubblicare in quanto dannoso per il suo lavoro. Karen rivela a Marcy di essere stata a letto con Hank. Charlie parla con una Mia un po' alticcia e le rivela che sa che il suo libro lo ha rubato a Hank. Durante il matrimonio Mia interrompe la cerimonia e, visibilmente ubriaca, dice davanti a tutti che Hank ha fatto sesso con lei, Bill visibilmente irritato gli dà un pugno, ma poi Mia ritratta e dice che non è vero niente. Bill e Karen si sposano. Durante il ricevimento Hank si chiarisce con Mia, poi balla con Karen ricordando i vecchi tempi fino a quando arriva Bill che vuole ballare con sua moglie. Hank si allontana e mentre passeggia vede Charlie e Marcy copulare in modo sfrenato, poi incontra Becca che si sta facendo baciare da un ragazzo, lui lo ferma e va verso la macchina. Mentre Becca e Hank parlano sulla Porsche, arriva Karen di corsa con le scarpe in mano, sale sulla macchina e dice "Presto, svelto, parti, corri!!" e lui schiaccia sull'acceleratore. Bill la insegue, ma ormai è tardi, la macchina è già lontana.